# تشارلي والش
تشارلي والش (بالإنجليزية: Charlie Walsh)‏ (27 أكتوبر 1910 بلندن في المملكة المتحدة - ) هو لاعب كرة قدم بريطاني في مركز مهاجم داخلي. لعب مع نادي أرسنال ونادي برينتفورد.